# Gina MacPherson
Jean "Gina" MacPherson Garcia de Paiva, nascida Jean MacPherson (Niterói, 5 de abril de 1941) foi a primeira Miss Guanabara, apesar de residir na cidade de Niterói, antiga capital do Rio de Janeiro.
Filha de pai escocês e mãe norte-americana, foi a primeira representante desse extinto estado a vencer o concurso de Miss Brasil em 1960. No geral, é a terceira mulher a ostentar esse título. O concurso foi realizado na cidade do Rio de Janeiro, então capital da Guanabara. Gina foi a vencedora, seguida por Magda Renate Pfrimer, de Brasília (Distrito Federal), segunda colocada e Miss Brasil Internacional, e por Maria Edilene Torreão, de Pernambuco, terceira colocada e Miss Mundo Brasil.
No Miss Universo, realizado em Miami, Estados Unidos, foi uma das semifinalistas.